# 紅梅谷

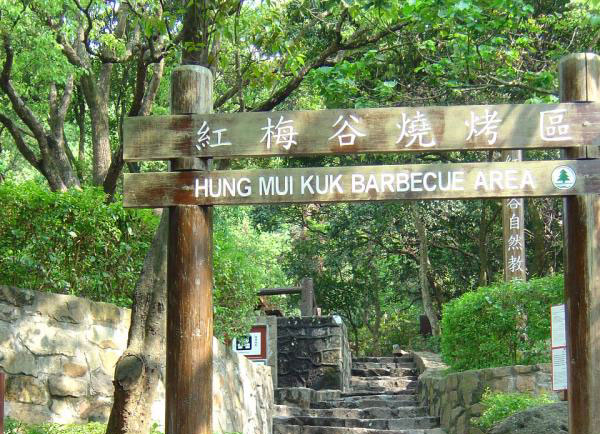
紅梅谷燒烤區

紅梅谷是香港的一個谷地，位於新界沙田區南部，北面為大圍，西北為顯田，現時屬於獅子山郊野公園的範圍。由於紅梅谷內有很多紅色的水楊梅，紅梅谷因而得名。
紅梅谷於1950年代至1960年代期間，曾經是香港熱門的郊遊地點之一。直至現在，該處也是一個郊遊地點，設有燒烤野餐地點及自然教育徑，也可順道遊覽鄰近的望夫石。
紅梅谷也是獅子山隧道沙田出口，獅子山隧道公路途經此地。

## 交通
- 九巴